# Двуликий (фильм)
«Двуликий» (иное название «Двойное лицо») — джалло 1969 года режиссёра Риккардо Фреда, предположительно адаптация произведения Эдгара Уоллеса. Премьера фильма состоялась 4 июля 1969 года.

## Сюжет
Молодой человек, находясь в отпуске, знакомится с привлекательной и в то же время богатой женщиной Хелен. Вскоре они влюбляются в друг друга и женятся. Однако уже будучи в браке выясняется, что Хелен оказывается лесбиянкой и отказывается заниматься сексом со своим мужем, но тем не менее любит его. Проходит какое-то время и Хелен гибнет в автокатастрофе при довольно странных обстоятельствах. Охваченный горем однажды прогуливаясь по местам, в которых они любили бывать вместе, молодой человек встречает женщину, которая совсем недавно занималась любовью с очень похожей на умершую возлюбленную молодого человека женщиной. Молодой человек намеревается узнать умерла ли действительно его жена.

## В ролях
- Клаус Кински — Джон Александер
- Кристиана Крюгер — Кристина
- Маргарет Ли — Хелен Александер
- Сидни Эрл Чаплин — мистер Браун
- Лучано Спадони — инспектор Гордон
- Гюнтер Штолль — инспектор Стивенс